# Lycodryas maculatus
Lycodryas maculatus är en ormart som beskrevs av Günther 1858. Lycodryas maculatus ingår i släktet Lycodryas och familjen snokar. Inga underarter finns listade i Catalogue of Life.
Denna orm lever endemisk på Komorerna. De hittas på ögruppens fyra stora öar och även på några mindre öar. Arten vistas i låglandet och i kulliga områden upp till 700 meter över havet. Habitatet utgörs av mangrove och fuktiga skogar. Denna orm besöker även odlingsmark och byar. Den äter geckor och andra ödlor. Individerna är vanligen aktiva mellan skymningen och gryningen. Honor lägger inga ägg utan föder levande ungar.
Beståndet hotas av landskapets omvandling till odlingsmark, av bekämpningsmedel mot insekter och av nya trafikstråk. Ormen har däremot bra anpassningsförmåga. Den listas av IUCN som nära hotad (NT).